# Incidente ferroviario della Magliana
L'incidente ferroviario della Magliana fu un grave scontro tra il treno merci 6715 e il treno accelerato 4681, avvenuto il 27 agosto del 1921 al deviatoio di collegamento tra secondo e primo binario della stazione della Magliana; otto carrozze viaggiatori vennero rovesciate nella scarpata adiacente, provocando un gran numero di morti e feriti.

## I fatti
Alle ore 18:00 del 27 agosto 1921 il treno viaggiatori 4681, carico di villeggianti e bagnanti, proveniente da Ladispoli e diretto a Roma, mentre procedeva sull'itinerario di arrivo della stazione predisposto per il primo binario di corretto tracciato, venne speronato, in corrispondenza del deviatoio di collegamento tra primo, secondo e terzo binario, dal treno merci 6715, che aveva iniziato la manovra di accodamento avanzando, dal terzo binario ove si trovava, verso il gruppo scambi prima che il treno viaggiatori si fosse interamente ricoverato ed arrestato. Nonostante il tentativo di frenata, l'impatto della locomotiva contro la sezione centrale del convoglio spinse le carrozze verso la scarpata esterna e ve ne rovesciò otto, provocando, secondo una prima informazione del quotidiano La Stampa del 28 agosto, la morte di 37 persone e il ferimento di oltre un centinaio. Nei giorni successivi il numero dei morti fu ridimensionato: erano stati accertati 23 decessi immediati.
La circolazione dei treni venne interrotta e furono presto approntati due treni di soccorso dal lato di Ponte Galera, mentre un terzo treno veniva inviato da Civitavecchia.
Venne evitato un ulteriore aggravamento dell'incidente, in quanto il macchinista di un treno viaggiatori partito da Roma Trastevere alle 18:05, vedendo i segnali di ostacolo in linea posti subito dopo l'incidente, operò un arresto di emergenza che provocò panico e feriti tra i viaggiatori.

## I treni coinvolti
Il treno accelerato viaggiatori 4681 era un treno stagionale estivo, Ladispoli-Roma Termini, composto di una locomotiva a vapore, 18 carrozze viaggiatori, in maggioranza di terza classe a terrazzini, e un bagagliaio. Il treno merci, proveniente da Civitavecchia e diretto a Roma, era composto di una locomotiva a vapore e otto carri merci.

## Le responsabilità
Lo scontro avvenne ad un centinaio di metri dal fabbricato di stazione della Magliana, alla fine del piazzale, in prossimità del km 14 della linea ferroviaria Roma Termini-Fiumicino, nel punto in cui il secondo binario si raccorda al primo. Sul primo binario era in arrivo il treno da Ladispoli, che avrebbe avuto fermata nella stazione; nel piazzale era ricoverato un treno merci, composto di una locomotiva e di sei carri. La locomotiva era stata staccata dal treno merci e si era mossa in manovra per immettersi sul primo binario subito dopo che fosse passato il treno viaggiatori, in quanto doveva lasciare libero l'itinerario al treno direttissimo per Pisa di prossimo transito. La manovra fu intempestiva e iniziò prima che il treno si fosse ricoverato tutto oltre lo scambio, per cui la locomotiva entrò nel primo binario mentre ancora passava il treno di Ladispoli. L'urto avvenne contro una carrozza al centro, che venne rovesciata nella profonda scarpata, trascinandone con sé altre sette.
L'inchiesta giudiziaria, affidata al procuratore del re, avvocato Chimienti, si mosse in varie direzioni. 
Vennero interrogati il capostazione aggiunto, il macchinista del merci e il deviatore che aveva azionato gli scambi, allo scopo di accertare le modalità per le quali era stata autorizzata la manovra e il perché dello svolgimento intempestivo della stessa.
Non fu possibile rintracciare nei giorni seguenti il capostazione presente al momento dello scontro e il macchinista del treno merci, resisi irreperibili. Venne accertato che la locomotiva era stata azionata dal fuochista, rimasto gravemente ferito, in assenza del macchinista, nonostante questi non ne avesse il compito; questi venne posto in stato di fermo. Il direttore generale delle ferrovie aprì un'inchiesta interna sui fatti.
Il 30 agosto venne depositato il verbale di inchiesta giudiziaria che rilevò le responsabilità del capostazione Neroni per aver autorizzato la manovra nonostante il divieto regolamentare di effettuarla durante l'arrivo di un treno, del macchinista Martini per avere abbandonato la locomotiva e dell'allievo fuochista Filocomeni per avere indebitamente guidato la macchina.

## Le vittime
Le vittime accertate furono 23, mentre i feriti ricoverati nei vari ospedali di Roma furono 85; ad essi vanno aggiunti circa 40 feriti lievi, medicati nel posto di pronto soccorso della stazione Termini e poi rilasciati.